# مغناطيسية

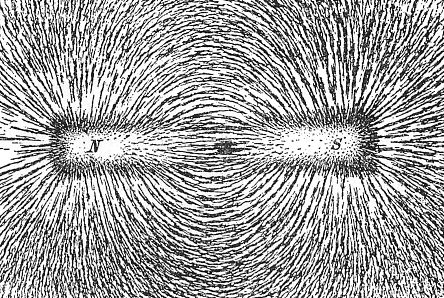
برادة حديد على ورقة وفي وسطها قضيب مغناطيسي، تتخذ البرادة اتجاه خطوط المجال المغناطيسي.

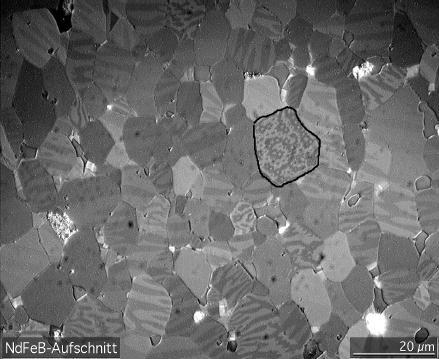
الحبيبات المغناطيسية في سبيكة حديد نيوديم وبور وتتصف بالمغناطيسية الحديدية. (مقطع الحبيبة نحو 10 ميكرومتر).

المغناطيسية ظاهرة يتميز بها حجر المغناطيس الطبيعي أو المغناطيس المصنع وهي واضحة جدآ للعيان في ظاهرة الجذب لبعض المواد ذات مغناطيسية حديدية. وتبين أن المواد المغناطيسية تتكون من حبيبات مغناطيسية بذاتها حيث تتخذ الذرات المغناطيسية اتجاها واحدا، ولكن توزيع اتجاه مغناطيسية الحبيبات يكون عشوائيا في المادة بحيث تكون محصلة مغناطيسيتها صفرا. بينما تترتب في حالة المغنطة في اتجاه واحد تحت تأثير المجال المغناطيسي الخارجي.
وتعود ظاهرة المغناطيسية إلى مغناطيسية ذرات بعض العناصر مثل الحديد والكوبلت والنيكل وجزيئات تدخل فيها تلك العناصر (سبائكها). ففي الحديد مثلا توحد إلكترونات المدار الذري 3d اتجاه عزمها المغزلي المغناطيسي وتصبح ذرة الحديد مغناطيسا صغيرا. يحدث ذلك التوجه في العناصر الحديد والكوبلت والنيكل وتصبح كل منها مغناطيسا ذاتيا رغم أن مبدأ استبعاد باولي يقول أنه إذا شغل إلكترونان نفس مستوي الطاقة في ذرة فمن المفروض أن يكون العزم المغزلي المغناطيسي لأحدهما بعكس اتجاه العزم المغزلي المغناطيسي للآخر. بذلك تكون الذرة غير مغناطيسية. أما ظاهرة مغناطيسية ذرة الحديد فهي تسري مخالفة لمبدأ استبعاد باولي، وكانت هناك حيرة كبيرة للعلماء في خروج الحديد والكوبلت والنيكل عن تلك القاعدة. وحُلت المشكلة باكتشاف وجود تآثر متبادل بين الذرات يجعلها تتصرف بتلك الطريقة.

## نظرة تاريخية

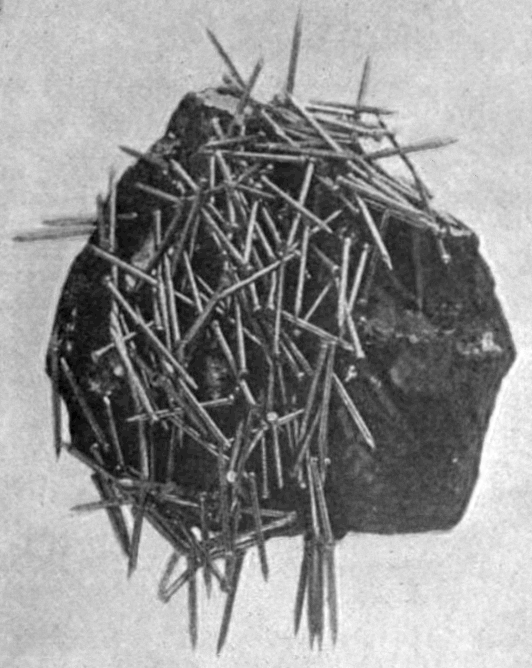
مغناطيس مع مسامير

اكتُشفت المغناطيسية لأول مرة في العالم القديم، حين لاحظ الناس أن الأحجار المغناطيسية، قطع مُمغنطة بشكل طبيعي من أكسيد الحديد الأسود (الماغنتيت) المعدني، يمكن أن تجذب الحديد. كلمة مغناطيس تأتي من المصطلح اليوناني μαγνῆτις λίθος أي «الحجر الماغنيسي، أو الحجر المغناطيسي». في اليونان القديمة، نسب «أرسطو» أول ما يمكن تسميته مناقشة علمية للمغناطيسية إلى الفيلسوف «طاليس الملطي»، الذي عاش بين عامي 625 و545 قبل الميلاد. تصف النصوص الطبية الهندية القديمة، «ساسروتا سامهيتا»، استخدام الماغنتيت لإزالة السهام الموجودة في جسم الشخص المصاب.
في الصين القديمة، يكمن أقدم مرجع أدبي للمغناطيسية في كتاب من القرن الرابع قبل الميلاد سمي باسم مؤلفه، «حكيم وادي الشبح». تشير حوليات القرن الثاني قبل الميلاد، «لشي شنشو»، أيضًا إلى أن «حجر المغناطيس يجعل الحديد يقترب، أو يجذبه». أول ذكر لجذب حجر المغناطيس لإبرة هو عمل من القرن الأول، «استفسارات متوازنة»، إذ ذكر أن «حجر المغناطيس يجذب الإبر». كان العالم الصيني «شين كو» من القرن الحادي عشر أول شخص يكتب – في كتاب «مقالات دريم بول» – عن بوصلة بإبرة مُمغنطة وكيف حسنت دقة الملاحة من خلال استغلال المفهوم الفلكي للشمال الحقيقي (الجيوديسي). بحلول القرن الثاني عشر، عُرف عن الصينيين استخدامهم لبوصلة حجر المغناطيس للملاحة. قاموا بنحت ملعقة اتجاهية من الحجر بطريقة جعلت مقبض الملعقة موجهًا إلى الجنوب دائمًا.
كان «ألكسندر نيكام»، بحلول عام 1187، أول من وصف البوصلة واستخدامها للملاحة في أوروبا. في عام 1269، كتب «بيتر بيريغرينوس دي ماريكورت» كتاب «رسالة من مغناطيس»، أول بحث ما زال موجودًا يصف خصائص المغناطيس. في عام 1282، نوقشت خصائص المغناطيس والبوصلات الجافة من قبل «الأشرف»، فيزيائي وفلكي وجغرافي يمني.
في عام 1600، نشر «ويليام جيلبرت» كتابه المُسمى «عن المغناطيس والأجسام المغناطيسية والمغناطيس الأرضي العظيم». في هذا العمل، يصف جيلبرت العديد من تجاربه مع نموذج الأرض التي أطلق عليها اسم «تيريلا» (الأرض الصغيرة). من خلال تجاربه، استنتج أن الأرض كانت مغناطيسية في حد ذاتها وأن هذا هو سبب إشارة البوصلات إلى الشمال (في السابق، كان يعتقد البعض أن السبب يعود لجاذبية النجم القطبي (نجم الشمال) أو جزيرة مغناطيسية كبيرة في القطب الشمالي).
بدأ فهم العلاقة بين الكهرباء والمغناطيسية في عام 1819 مع أبحاث «هانز كريستيان أورستد»، الذي كان أستاذ في جامعة «كوبنهاغن»، إذ اكتشف من خلال الاهتزاز العرضي لإبرة البوصلة موضوعة بالقرب من سلك أن التيار الكهربائي يمكن أن يُولد حقلًا مغناطيسيًا. تُعرف هذه التجربة المميزة باسم تجربة أورستد. تبعت تجاربه العديد من التجارب الأخرى، مع «أندريه ماري أمبير» الذي اكتشف في عام 1820 أن خطوط الحقل المغناطيسي الحلقية في مسار مغلق، ترتبط بالتيار المتدفق عبر السطح المُحاط بالمسار؛ ساهمت أبحاث «كارل فريدريش جاوس»، و«جان بابتيست بيوت»  و«فيليكس سافارت»، اللذان صاغا في عام 1820 قانون بيوت سافارت الذي يعطي معادلة المجال المغناطيسي لسلك يحمل تيارًا؛ و«مايكل فاراداي»، الذي اكتشف في عام 1831 أن التدفق المغناطيسي المتغير بمرور الوقت من خلال حلقة من الأسلاك يولد جهدًا كهربائيًا، بالإضافة لعلماء آخرين في الربط بين المغناطيسية والكهرباء. قام «جيمس كلارك ماكسويل» بتجميع وتوسيع هذه الملاحظات في معادلات حملت اسمه، معادلات ماكسويل، التي وحدت الكهرباء والمغناطيسية والبصريات في مفهوم الكهرومغناطيسية. في عام 1905، استخدم «أينشتاين» هذه القوانين كحافز لوضع نظرية النسبية الخاصة، التي تتطلب أن تكون القوانين صحيحة في جميع الأطر المرجعية القصورية.
استمرت الكهرومغناطيسية في التطور في القرن الحادي والعشرين، حيث دُمجت لوضع نظريات أكثر تفصيلًا: نظرية المقياس، والنظرية الكهروديناميكا الكمية، ونظرية التفاعل الكهروضعيف، وأخيرًا نظرية النموذج المعياري.

## مقدمة
تعرف القوى المغناطيسية بانها القوى القادرة على توليد حقل مغناطيسي عن طريق تحرك شحنة كهربائية، مثلما يحدث في التيار الكهربائي عندما يسير في سلك. ويحدث تبادل القوى بين المغناطيسات عن طريق حقل مغناطيسي تنتجه تلك المغانط كما أنها تتأثر هي الأخرى بمجال مغناطيسي خارجي.
وترجع تلك الظواهر المغناطيسية إلى حركة شحنات كهربائية أو عزم مغناطيسي لجسيمات أولية وذلك لأن لها عزم مغزلي. والظاهرة المغناطيسية هي أحد فروع علم الكهرومغناطيسية، وهو واحد من أربعة قوى أساسية في علم الفيزياء.

## أنواع المغناطيسية
- مغناطيسية حديدية
- مغناطيسية مسايرة
- مغناطيسية معاكسة
- مغناطيسية حديدية مضادة
- فريمغناطيسية
- المغناطيسية المتبقية (بالإنجليزية: Residual Magnetism)‏: المغناطيسية المتخلفة في مادة ما بعد إيقاف القوة الممغنطة عنها. تظهر هذه الظاهرة في القلب الحديدي في المحركات الكهربائية، حيث تكون السبب المساعد والمؤثر على تشغيلها.

## تآثر متبادل

توزيع المدارات وبالتالي الإلكترونات في ذرة معينة

بينت ميكانيكا الكم أن خاصية المغناطيسية الحديدية ترجع إلى أنه في تلك العناصر (الحديد والكوبلت والنيكل) يجعل التآثر بين الذرات - وهو تآثر كمومي - على أن يتخذ العزم المغزلي المغناطيسي للإلكترونات فيها اتجاها واحداً.
توضح هذه الصورة توزيع الإلكترونات في ذرة تحتوي على 4 أغلفة. الغلاف n=2 له مدارين s و p والغلاف
n=3 له ثلاثة مدارات 3d و 3p و 3s والغلاف n=4 له أربعة مدارات 4f و 4d و 4p و 4s.
نجد أن طاقة إلكترونات المدار 3d أعلى من طاقة الإلكترونات في المدار 4s. وللتغلب على ذلك يكون الأنسب لإكترونات المدار 3d أن يكون اتجاه العزم المغزلي المغناطيسي للإلكترونات فيها في نفس الاتجاه. وبالتالي تصبح ذرة الحديد مغناطيسية. وقد فسرت ميكانيكا الكم هذه الخاصية للإلكترونات بأنها بسبب تآثر متبادل بين ذرات الحديد وبعضها.

## مواضيع ذات علاقة
- مغناطيس
- تشبع مغناطيسي
- الاستبقائية
- مغناطيسية أرضية
- مغناطيسية حديدية
- مغناطيسية مسايرة
- مغناطيسية معاكسة
- فريمغناطيسية
- قانون كوري
- أورستد
- تآثر كهرومغناطيسي
- مغنطيسيات صغروية
- إطار إيبشتاين
- تدرج كثافة

## وصلات خارجية
- ظاهرة المغناطيسية معززة بصور توضيحية